# Juan Cruz Álvarez
Juan Cruz Álvarez (Arrecifes, 20 de novembro de 1985) é um automobilista argentino.

## Registros naGP2 Series
| Ano  | Equipe        | No. | Corridas | Poles | Vitórias | Pontos | Posição final |
| 2005 | Campos Racing | 20  | 23       | 0     | 0        | 4.5    | 18°           |